# Quel gran pezzo dell'Ubalda tutta nuda e tutta calda
Quel gran pezzo della Ubalda tutta nuda e tutta calda è un film del 1972 diretto da Mariano Laurenti.

## Trama
Di ritorno da una guerra, Olimpio de' Pannocchieschi torna al suo paese dove ad attenderlo c'è la moglie Fiamma, che però ha fatto un voto: non si concederà al marito prima che siano trascorsi quindici giorni dal suo ritorno. Nel frattempo Olimpio, riappacificandosi col suo bellicoso vicino Mastro Oderisi, ne conosce la bella moglie Ubalda, per la quale perde la testa, imbarcandosi in imprese impossibili per riuscire a farla sua.

## Distribuzione
Commedia erotica ambientata in un lontano passato, con protagonisti Pippo Franco e Edwige Fenech, il film è costato circa 90 milioni di lire, incassando ben 640 milioni di lire al botteghino.
Presentato per il visto censura, il film ottenne il "nulla osta" alla proiezione con il divieto ai minori di 18 anni con la motivazione che il film "...contiene numerosissime scene scabrose con risvolti triviali, scene erotiche e nudi femminili oltre a numerose battute triviali non compatibili con la sensibilità di detti minori..". Nel 1990, al fine della trasmissione in televisione, vennero effettuati tagli per un totale di 133,8 metri ed il film venne ripresentato in censura ottenendo il nulla osta alla proiezione senza limiti di età.
Il film è disponibile in DVD, mentre in VHS fu pubblicato solo in edizione limitata in occasione dei trent'anni della pellicola.

## Accoglienza
Morandini sottolinea l'esuberanza di Pippo Franco, ma liquida il film come noioso e volgare. Secondo Mereghetti, il film si avvale di validi caratteristi e attribuisce al film una visione del sesso voyeuristica e punitiva. Walter Veltroni, in veste di critico cinematografico, apprezzò il film in una recensione del 1994, cui riconobbe il merito di aver «aiutato a sconfiggere risorgenti integralismi bacchettoni e a dislocare verso equilibri più avanzati il comune senso del pudore».